# Dirrhina iris
Dirrhina iris är en skalbaggsart som beskrevs av Hippolyte Louis Gory och Achille Rémy Percheron 1835. Dirrhina iris ingår i släktet Dirrhina och familjen Cetoniidae. Inga underarter finns listade i Catalogue of Life.